# Mike Mbaud
Pas d'image ? Cliquez ici

a Compétitions nationales et continentales officielles uniquement.

b Matchs officiels uniquement.
Dernière mise à jour le 26 mars 2022.
Mike Mbaud est un joueur néerlandais de rugby à XV qui évolue au poste de talonneur. 

## Biographie
Mike Mbaud naît à Harderwijk au sein d'une famille d'origine nigérianne. A l'âge de 2 ans, sa famille déménage à Gouda, où il pratique le football au sein des Jodans Boys (nl). 
A 6 ans, sa famille déménage pour raisons professionnelles à Milton Keynes en Angleterre. C'est là, à l'école, qu'il découvre le rugby. Rapidement, le jeune talent est intégré aux sélections régionales. Il est ensuite détecté par les Wasps, qui l'intègrent à leur académie. En parallèle, il poursuit ses études au Henley College Coventry (en). Devenu international néerlandais des moins de 20 ans, il revient aux Pays-Bas en 2019 sur les conseils de ses entraîneurs en sélection. Il rejoint le Haagsche RC (nl) en février 2019 pour terminer l'année sportive,. Cela lui permet aussi de mieux préparer le championnat d'Europe des moins de 20 ans.
De retour en Angleterre, il rejoint à l'intersaison 2019 l'académie des Ealing Trailfinders, tout en ayant la possibilité de poursuivre un cursus scolaire au sein de l'Université Brunel de Londres. En parallèle, il est prêté au Sutton & Epsom RFC (en) qui évolue en National League 2 South (en), le 4e échelon anglais. Il dispute 9 rencontres de championnat sous les couleurs de Sutton & Epsom. 
En 2021, il devient international sénior avec les Pays-Bas à l'occasion du championnat d'Europe. Il y dispute 3 rencontres, toujours en tant que remplaçant. Il manque plusieurs rencontres internationales à cause d'une blessure au pied, avant d'être prêté en 2021 au Rugby Napoli Afragola, qui évolue en Serie A. Il retrouve la sélection nationale à l'occasion du championnat d'Europe 2022.
En 2022, il s'engage en faveur des Southern Knights, franchise semi-professionnelle de Super 6 (en).

## Statistiques

### En sélection
| Année | Compétition | Matchs | Points | Essais | Transf. | Drops | Pénal. |
| ----- | ----------- | ------ | ------ | ------ | ------- | ----- | ------ |
| 2021  | REC         | 3      | -      | -      | -       | -     | -      |
| 2022  | REC         | 3      | -      | -      | -       | -     | -      |
| Total | Total       | 6      | -      | -      | -       | -     | -      |